# Vročinski obliv
Vročinski obliv je v napadih ponavljajoča se rdečica kože z občutkom vročine, ki je običajno najbolj izrazit v predelih obraza, vratu in prsi. Gre za pogost simptom, ki ga ženske doživljaju v obdobju menopavze. Lahko pa jih povzročijo tudi druge endokrine motnje, zdravila, hrana, vročina, stres, vegetativne motnje, kajenje itd.
Pri zdravljenju vročinskih oblivov v menopavzalnem obdobju je lahko učinkovito hormonsko nadomestno zdravljenje. Učinkoviti so lahko tudi rastlinski pripravki iz korenike grozdnate svetilke (medtem ko na primer vključevanje soje v prehrano ni izkazalo učinkov).

## Vzroki
Najpogostejši vzrok vročinskih oblivov je predmenopavzalno oziroma menopavzalno obdobje pri ženskah. Drugi možni vzroki so še:
- druge hormonske motnje (na primer hipertiroidizem),
- sladkorna bolezen,
- tuberkuloza,
- pekoča hrana,
- uživanje kofeina ali alkohola,
- kajenje,
- visoke temperature okolice,
- stres ali tesnoba,
- nekatere vrste raka,
- nekatera zdravila.